# Santa Maria Consolatrice
Santa Maria Consolatrice, även benämnd Santa Maria Consolatrice al Tiburtino, är en kyrkobyggnad och titelkyrka i Rom, helgad åt Jungfru Maria och särskilt åt hennes roll som De bedrövades tröst. Kyrkan är belägen vid Piazza di Santa Maria Consolatrice i quartiere Tiburtino och tillhör församlingen Santa Maria Consolatrice.
Kyrkan förestås av stiftspräster.

## Historia
Kyrkan uppfördes åren 1942–1945 efter ritningar av Tullio Rossi. Den konsekrerades år 1945. Fasadens nedervåning har fem rundbågenischer. I mittportalens lynett finns en mosaik, vilken framställer Jesus Kristus som Den gode herden, utförd av Ugolino da Belluno. Dedikationsinskriptionen lyder: DEO UNI ET TRINO IN HON. B. MARIAE V. DE CONSOLATIONE A. D. MCMXLIV. Den övre våningen har tre rundbågenischer och kröns av ett kors.
Kyrkan är en treskeppig basilika. Absiden är helt täckt av en monumental mosaik av Sergio Selva. Den avbildar Jungfru Maria med änglar och helgon; helgonen är Maria Goretti, Domenico Savio, Petrus, Paulus, Franciskus av Assisi, Katarina av Siena, Johannes Döparen, Laurentius, Franciska av Rom och Filippo Neri. Mosaiken har även framställningar av Bebådelsen och Korsnedtagandet.
Högkoret flankeras av två sidokapell; det högra är invigt åt Jesu heliga hjärta, medan det andra är invigt åt den helige Josef. I höger sidoskepp återfinns kyrkans baptisterium samt ett kapell invigt åt den heliga Rita av Cascia.

## Titelkyrka
Kyrkan stiftades som titelkyrka med namnet Santa Maria Consolatrice al Tiburtino av påve Paulus VI år 1969.
Kardinalpräster
- Jérôme Louis Rakotomalala: 1969–1975
- Joseph Ratzinger, sedermera påve Benedikt XVI: 1977–1993
- Ricardo María Carles Gordó: 1994–2013
- Philippe Nakellentuba Ouédraogo: 2014–